# Đèo Văn Long

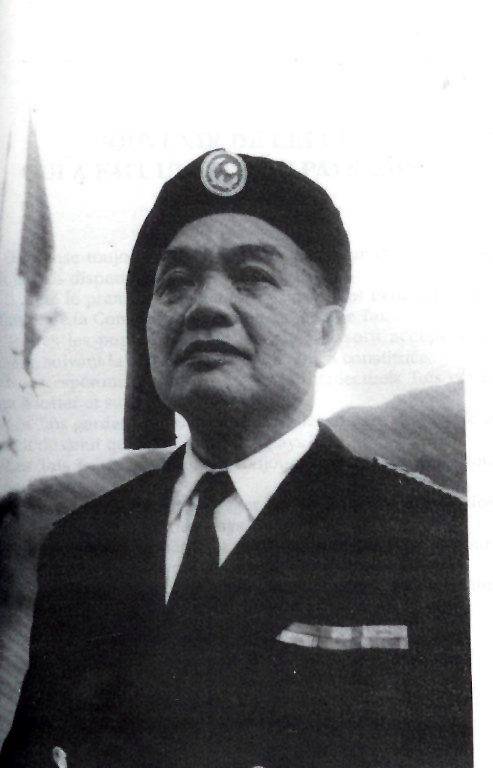
Đèo Văn Long

Đèo Văn Long (15 tháng 3 năm 1887 – 20 tháng 11 năm 1975) là một thủ lĩnh người Thái và là lãnh chúa của Khu tự trị Thái ở Liên bang Đông Dương Ông là con trai thứ của chúa Đèo Văn Trị, quê ở bản Nậm Dòn, xã Nậm Hàng, huyện Mường Tè, tỉnh Lai Châu. Cha của ông là một đồng minh của Thống đốc Auguste Jean-Marie Pavie và đã được người Pháp công nhận là lãnh đạo của khu tự trị Thái. Gia đình họ Đèo vốn xuất thân từ một dòng dõi quý tộc tại Vân Nam.
Trong thời gian tại vị, Đèo Văn Long tham gia việc kinh doanh và trung gian buôn bán á phiện giữa người Thái và chính phủ Pháp, nhờ đó thu được khá nhiều lãi và trở nên giàu có. Một trong những nguồn lãi này bắt nguồn từ việc ông ép người H'Mông bán á phiện cho ông với mức giá thấp (dưới giá thị trường) và điều này khiến quan hệ của ông với người H'Mông xấu đi. Và chính sách dùng vũ lực để đàn áp các cuộc phản kháng của người H'Mông cũng khiến tình hình trở nên tồi tệ hơn, và người H'Mông trong giai đoạn kháng chiến chống Pháp đã ủng hộ Việt Minh.
Sau khi Pháp thất trận Điện Biên Phủ, Đèo Văn Long được người Pháp di tản bằng trực thăng từ Lai Châu sang Hà Nội, sau đó ông tị nạn sang Lào rồi sang Pháp.
Ông mất năm 1975 ở Toulouse. Do người con trai của Đèo Văn Long đã chết trong chiến tranh, tước hiệu lãnh đạo khu tự trị Thái cũ được chuyển giao cho con gái của ông là Đèo Nàng Tỏi.